# Fëdor Licholitov
Fëdor Anatol'evič Licholitov (in russo Фёдор Анатольевич Лихолитов?; Leningrado, 14 marzo 1980) è un ex cestista russo.

## Carriera
Con la Russia ha disputato due edizioni dei Campionati europei (2003, 2005).

## Palmarès
- Coppa di Grecia: 1

Aris Salonicco: 2003-04
- Coppa di Russia: 1

Krasnye Kryl'ja Samara: 2011-12
- FIBA Europe Champions Cup: 1

Aris Salonicco: 2002-03
- ULEB Cup: 1

Dinamo Mosca: 2005-06